# Обвалюваність гірських порід
Обвалюваність гірських порід (рос. обрушаемость горных пород, англ. caving of rock, нім. Abbröckelung f der Gesteine, Bruchfähigkeit f der Gesteine) – властивість гірських порід обвалюватися при їхньому оголенні. Розміри шматків, що обвалюються, залежать від структури (шаруватість, тріщинуватість), літологічного складу та фізико-механічних властивостей порід. Категорія О.г.п. визначається на підставі відповідної класифікації. 
В Україні найпоширенішою класифікацією гірських порід за обвалюваністю при розробці вугільних пластів є класифікація Донецького науково-дослідного вугільного інституту (ДонВУГІ). 